# ГогольFest
ГогольFest — це фестиваль сучасного мистецтва, який поєднує сучасні театр, музику, кіно, перфоманс, освітню, візуальну та дитячу програми. Фестиваль засновано 2007 та до 2017 року проходив тільки в Києві, а з 2017 року почав подорожувати Україною.
У 2019 році увійшов у п'ятірку найкращих фестивалів Європи (EFFE Awards 2019—2020).

## Історія
Засновано у 2007 завдяки приватній ініціативі режисера та керівника Центру сучасного мистецтва «Дах» Владислава Троїцького. Співзасновник фестивалю та голова Опікунської ради — Євген Уткін, що є засновником ІТ-компанії «Квазар Мікро».
Напередодні 4-го фестивалю у 2010 році Дарія Бадьор назвала Гогольфест «лакмусовим папірцем» для українського культурного середовища. На її думку, фестиваль «окреслив жирною лінією межу, за якою починається дрімучий ліс глупоти, шароварщини та навіть християнського мракобісся». Завдяки цьому, на основі «зрізу думок» щодо фестивалю можна зробити заледве не «нову культурну політику».
На думку критикині, центральною подією тогорічного фестивалю стала опера «Діти видри» (за твором Велемира Хлєбнікова); серед інших важливих подій — опера «Копи у вогні» та концерт тріп-хоп виконавця Tricky.

У 2015 році фестиваль проходив на території ВДНГ. На думку Ірини Костишиної, обидва ці простори ідеально пасували одне одному, попри те, що організаційні моменти фестивалю традиційно викликали питання. У цих умовах «мультидисциплінарність вчергове обернулася хаотичністю». Критикиня зазначає, що фестиваль
…вже досить давно (…) випрацював певну стратегію «збірки», за якої основний акцент зроблено на дійства за участю театру «Дах», а вся інша програма компілюється за кількісним принципом.
У 2016-му фестиваль проходив на артзаводі Платформа. Музична сцена була представлена гуртами Бумбокс, Один в каное, Bahroma, DaKooka, Black Maloka та іншими. Візуальна — проєктом Burn Babylon. Як і минулого разу, глядачі/ки скаржилися на незручні умови та лайн-ап.
У 2017 році фестиваль переживав кризу через нестачу фінансування.
Після цього відбулося переосмислення й «децентралізація» фестивалю.

## GOGOLFEST Inoculation
У 2018 році з'явився проєкт GOGOLFEST inoculation (вакцинація). За словами Влада Троїцького, проєкт покликаний «підсвітити» культуру міст, про середовища яких зазвичай нічого не відомо.
Також фестиваль бачить себе як майданчик, на якому налагоджується діалог між місцевою владою та активіст(к)ами.
У 2019 році організатори фестивалю спільно з Укрзалізницею запустили GOGOL Train — перший в Україні артпотяг за маршрутом Київ-Маріуполь. Вагони були оформлені художниками спеціально до цієї подорожі. У потязі було кілька спеціальних вагонів, де, ще в дорозі до StartUp GOGOLFEST, відбувалися вечірки, музичні виступи та презентації. Також проєкт GOGOL Train був реалізований до Dream GOGOLFEST у вересні 2020 року за маршрутом Київ-Херсон-Київ.
У 2020 році карантин обмежив можливості для проведення фестивалів, хоча було анонсовано проведення GOGOLFEST в дев'яти містах України.

### StartUp GOGOLFEST
Весною 2018 року фестиваль відбувся в Маріуполі. 2019 року фестиваль повернувся в Маріуполь.
У 2021-му фестиваль відбувся втретє. Музична сцена була представлена такими виконав(и)цями, як Ragapop, Стас Корольов тощо. Центральною подією фестивалю став перфоманс «Дорога додому» [Архівовано 4 червня 2021 у Wayback Machine.] за участю гурту «ДахаБраха».

### Air GOGOLFEST
У  2018 та 2019 роках пройшов у Вінниці.

### DniPro GOGOLFEST
У 2019 і 2020 в Дніпрі.

### Dream GOGOLFEST
У 2020 році до мережі локальних фестивалів долучився Херсон. Серед подій — опера «IYOV», презентації альбомів/вистав «ДахаБраха» і Dakh Daughters, вистава про Василя Стуса «Перехожий».

### GOGOLFEST POKROVA
У  2024 після тривалої паузи відбувся у Запоріжжі.